# Pieni Ahojärvi
Pieni Ahojärvi eller Ahojärvi är en sjö i Finland. Den ligger i kommunen Enontekis i landskapet Lappland, i den norra delen av landet, 900 km norr om huvudstaden Helsingfors. Ahojärvi ligger 297,4 meter över havet. Arean är 46,8 hektar och strandlinjen är 3,1 kilometer lång. Sjön  ingår i Kemi älvs huvudavrinningsområde. 